# Xestocephalus
Xestocephalus — род цикадок из отряда Полужесткокрылых.

## Описание
Цикадки длиной около 3-4 мм. Мелкие, умеренно стройные, с плавным округлым переходом лба в темя. В окраске преобладают тёмные тона. В СССР 3 вида. 
- Xestocephalus freyi (Lindberg, 1936)
- Xestocephalus ovalis Evans, 1966 — эндемик Новой Зеландии.
- Xestocephalus sjaolinus Dlab.